# 4797 Ako
4797 Ako è un asteroide della fascia principale. Scoperto nel 1989, presenta un'orbita caratterizzata da un semiasse maggiore pari a 2,4139014 UA e da un'eccentricità di 0,1831386, inclinata di 1,81128° rispetto all'eclittica.